# Novaesium
 (avril 2012).
Si vous disposez d'ouvrages ou d'articles de référence ou si vous connaissez des sites web de qualité traitant du thème abordé ici, merci de compléter l'article en donnant les références utiles à sa vérifiabilité et en les liant à la section « Notes et références ».

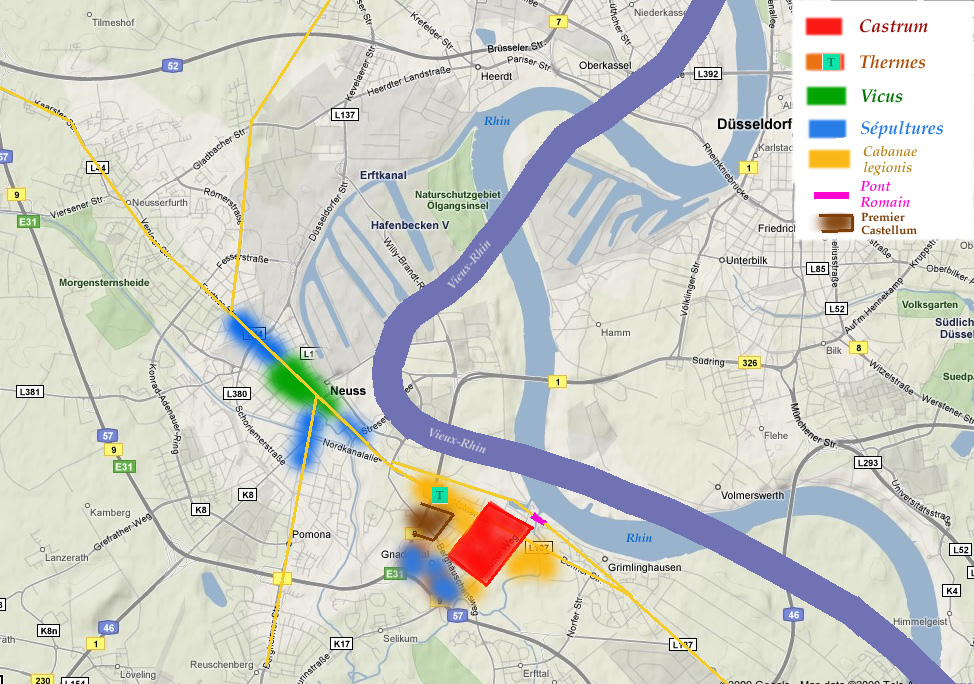
Topographie de Novaesium, Castrum et Vicus sur les Limes du Rhin, aujourd'hui Neuss

Novaesium, Castrum Novaesium ou encore Novesium, aujourd'hui Neuss, est un castrum romain de Germanie inférieure faisant partie du système défensif du limes de la Germanie Inférieure.

## Histoire

### Un point d'appui dans le dispositif militaire dulimes
La base de Novaesium s'étale sur 24 hectares, probablement occupée par la légion XIX pour servir de camp de base pour la conquête - entre 12 et 9 av. J.-C. - de la vaste vallée de la Lippe, puis rapidement abandonnée pour aller renforcer l'avant-poste d'Oberaden (de) sur les rives de la Lippe.
Une vaste aire de fouille conservatoire (entre 1954 et 1961) a permis de constituer un grand stock de vestiges dont les publications s'étalent jusqu'en 1980.
En 14 apr. J.-C. les légions V Alaudae, la XXI Vitrix et la XX Valeria - qui reste jusqu'en 43 - sont présentes.
La I Germanica arrivée en 15 et la XXI Vitrix sont présentes jusqu'en 32/35, renforcées par les auxiliaires COHOR III Lusitanorum ou ala Parthorum veterana.
De 32/35 jusqu'en 43, la XX Valeria et la XXI Victrix sont présentes, renforcées par les auxiliaires COHOR III Lusitanorum ou ala Parthorum veterana.
De 43 à 70, le site est occupé par la XVI Gallica renforcée par l'ala Gallorum Picentiana.
De 70-71 à 75 la VI victrix reste sur place.
Pendant la 2e moitié du IIe siècle jusqu'après le milieu du IIIe siècle, il semble que seules les troupes auxiliaires soient présentes.
La XVI Gallica fait du castrum de bois une forteresse de pierre.
Pendant la révolte Batave, en 69-70, la XVI Gallica est anéantie et Novaesium est détruit.
La VI Victrix le reconstruit jusqu'en 95 (ou 102?) et les poteries montrent que la légion XXII Primigenia y a séjourné.

### Les dernières occupations
Le castrum est détruit à nouveau en 275 par les Francs qui le repeuplent et le fortifient, puis aurait été détruit par les Alamans au milieu du IVe siècle.
Vers l'an 359, le général romain Julien, qui devait devenir empereur, aurait reconstruit la ville après 388 mais il y a peu de preuves archéologiques de cette affirmation.
Grégoire de Tours (538/39-594) rapporte dans son Historia Francorum (II, 9) que sous Valentinien II (375-392), Quintinus dépasse le Rhin près de Nivisium castellum sur le territoire des Francs.

## Éléments du site

### Canabae legionis
Les fouilles plus récentes (1994) ont découvert des thermes qui, semble-t-il, sont situés dans la zone entre le Grand Canal du Nord et "Marienhof" (68 m de long sur 30 m de large).

### Villa Rusticade Neuss-Meertal
La villa été occupée du Ier au  IIIe siècle les circonstances de son abandon sont inconnues. Il n'y a pas de traces de feu et un abécédaire du milieu du IVe siècle a été découvert.

### Le Reckberg
À 3 kilomètres à l'est du castrum, un castelleum se situe le long de la voie romaine près de Neusser. Sa taille (34,5 × 33 m) montre qu'il ne pouvait abriter qu'une cinquantaine d'hommes.
À près de 200 m se trouve une tour de guet de 5 m sur 5 m.

### Levicus
Il semble que le vicus ait été totalement détruit par la révolte des Bataves en 69/70, et si l'on a trouvé des peintures murales du IIe siècle, d'autres vestiges montrent une destruction par le feu dans la première partie du IIIe siècle. Des fouilles ont mis au jour des pièces de monnaie de 335.[réf. nécessaire]